# Rivitalizzazione linguistica

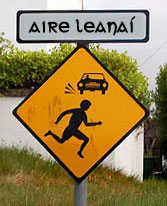
Segnaletica stradale in lingua irlandese

La rivitalizzazione linguistica è il processo di recupero, da parte di governi, autorità politiche, comunità, studiosi o cultori, dell'uso di una lingua che non è più parlata e appresa in casa. L'estinzione linguistica è il processo per cui una lingua cessa di essere usata dal popolo che la parlava. La rivitalizzazione linguistica si propone di riportare in uso una lingua estinta o in via di estinzione.

## Storia
Forse l'esempio più celebrato di rivitalizzazione linguistica riuscita è la lingua ebraica, fino alla fine del XIX secolo esclusivamente liturgica; tornata come lingua vivente, è la lingua ufficiale dello stato di Israele ed è parlata da 7 milioni di madrelingua. Precedentemente il cornico, una lingua celtica, da estinto era tornato ad essere vivente nel 1904, ed è oggi parlato da circa 3000 persone, di cui 557 madrelingua. Nel 2008 il mannese, una lingua celtica, è stata la terza lingua estinta ad essere tornata vivente, passando da 0 a 53 locutori madrelingua.
Anche il latino è stato oggetto di rivitalizzazione linguistica, sebbene la sua conoscenza nei corso dei secoli non si sia mai realmente estinta, essendo tuttora insegnato in diverse scuole in Italia e in Europa. Inoltre, dal 1929 il latino è lingua ufficiale di uno Stato, la Città del Vaticano. Tecnicamente non esistono più locutori di madrelingua latina dal IX secolo, quando sono nate le prime lingue romanze; tuttavia, il numero di parlanti latino come seconda lingua è stato consistente (soprattutto fra gli scienziati e i letterati) fino al XVIII secolo, ed è ora di nuovo in lenta crescita. Per la sua importanza filologica, il latino è passato da lingua estinta a lingua storica.
Altri tentativi ufficiali di rivitalizzare lingue in pericolo, come la promozione della lingua irlandese nella repubblica d'Irlanda, hanno avuto minore successo. Altre lingue in pericolo che sono state soggetto di campagne rivitalistiche da parte di appassionati o governi includono:
- Ainu
- Bretone
- Copto
- Faroese
- Frisone
- Gallese
- Ladino (giudeo-spagnolo)
- Mannese
- Nynorsk (nuovo norvegese)

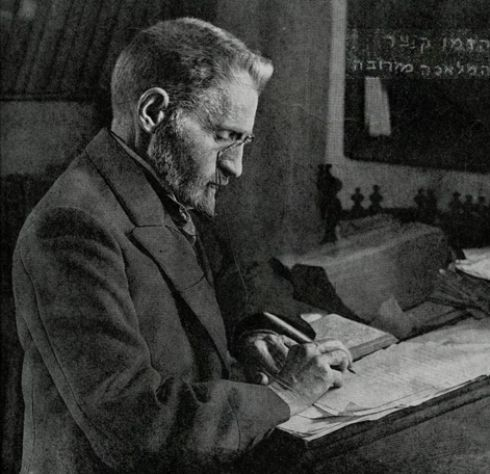
Eliezer Ben Yehuda, padre della rinascita dell'ebraico.

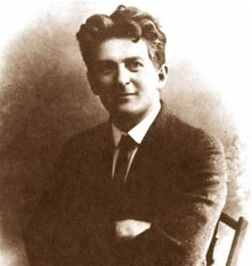
Itamar Ben-Avi (figlio di E. Ben Yehuda), primo parlante nativo dell'ebraico in epoca moderna.

- Occitano (impropriamente noto come provenzale)
- Lingua scozzese
- Gaelico scozzese
- Siriaco
- Yiddish
- Lingue native americane

Spesso l'organizzazione rivitalizzatrice sceglie un particolare dialetto, oppure ne standardizza uno da diverse varianti, ed aggiunge nuove forme, soprattutto vocabolario moderno, attraverso neologismi, estensioni semantiche di parole antiche, calchi da lingue vicine (arabo per l'ebraico moderno, gaelico irlandese e scozzese per il mannese), o prestiti diretti dalle lingue internazionali moderne.
I sostenitori delle altre varianti possono pensare che la forma prescelta non sia quella «vera», e che lo scopo originale sia stato contraddetto.

### Europa
In Europa, nel XIX secolo e all'inizio del XX secolo, l'uso di lingue sia locali che erudite declinò quando i governi centrali imposero la propria lingua vernacolare come standard nell'istruzione e nell'uso ufficiale (fu il caso della Francia e dell'Italia).
Negli ultimi decenni, i movimenti dei diritti umani e di nazionalismo locale hanno favorito una politica più multiculturale negli stati europei. Campagne hanno migliorato i profili delle lingue locali al punto che alcune lingue locali hanno acquisito lo status di lingua ufficiale, insieme alla lingua nazionale. L'azione del Consiglio d'Europa in quest'area (vedi Carta europea per le lingue regionali e minoritarie) contrasta con la concessione di stato ufficiale da parte dell'Unione europea ad un numero ristretto di lingue (vedi lingue dell'Unione europea).
A queste lingue possono essere aggiunte:
- La lingua greca katharevousa (puristica), rivitalizzazione parziale del greco antico creata dal filologo Adamantios Korais (1748-1833) e usata come lingua ufficiale della Grecia (ma molto meno come lingua letteraria) fino al 1976.
- Il latino, la lingua erudita in cui l'educazione superiore e la comunicazione accademica fu effettuata in Europa per molti secoli, provvedendo così un legame culturale al continente attraverso tutte le sue università fino al periodo su menzionato. Esso è oggetto di un movimento di rivitalizzazione linguistica e sta precariamente crescendo nel numero di locutori (cfr. Il latino oggi), anche se, come lingua che non è nativa di alcun popolo, questo movimento non ha ricevuto supporto da alcun governo, nazionale o sopranazionale.

### Nel mondo
Più di 750 lingue si sono già estinte nel mondo. Altre ancora hanno pochissimi locutori: queste lingue sono in pericolo.
L'ONU stima che più di metà delle lingue parlate oggi hanno meno di 10.000 locutori e che un quarto hanno meno di 1.000 locutori e che, a meno che non si facciano sforzi per mantenerle, nei prossimi cento anni se ne estinguerà la maggior parte.
Lo "Endangered Language Fund" è un fondo dedicato alla preservazione e rivitalizzazione delle lingue in via di estinzione.